# مقر الأخوية
مقرُّ الأخوية (بالإنجليزية: Chapterhouse: Dune)‏ هي رواية خيال علمي كتبها فرانك هربرت، نُشرت عام 1985، وهي آخر رواية في سلسلة كثيب التي تتألف من ست روايات. وصلت إلى المرتبة الثانية في قائمة نيويورك تايمز لأكثر الكتب مبيعًا.

## الاستقبال
ظهرت رواية مقرُّ الأخوية في المركز الخامس وارتفعت إلى المركز الثاني في قائمة نيويورك تايمز لأكثر الكتب مبيعًا. لاحظ جيرالد جوناس من نيويورك تايمز أنه «على الرغم من كل الصعوبات، فإن عالم كثيب يصبح أكثر ثراءً في الملمس، وأكثر تحديًا في معضلاته الأخلاقية».

## التتمة
بعد عقدين من وفاة فرانك هربرت، نشر ابنه برايان هربرت، إلى جانب كيفن أندرسون، جزأين آخرين – صيادو كثيب (2006) وديدان رمال كثيب (2007) – استنادًا إلى الملاحظات التي تركها فرانك هربرت لما أشار إليه باسم كثيب 7، روايته السابعة المخطط لها في سلسلة كثيب، بينما استمرت أيضًا في خطوط الحبكة من روايات برايان هربرت وكيفن أندرسون بادئة سلسلة كثيب.